# 獐子岛
獐子島位于长山群岛的南部，距离大连东北方向56海里的黄海海上，鄰近北緯39度線，现属辽宁省长海县獐子岛鎮管辖，附近还有褡裢、大耗和小耗三个岛屿，长达57.7公里的海岸线迂回曲折，岩礁交错，水产资源极其丰富，尤以盛产的皱纹盘鲍、扇贝、海螺、海胆、紫石房蛤及寄居蟹等名贵海珍品而名扬海内外。
近年来獐子岛上建成了大型金沙滩浴场、旅游度假村、海水淡化工程等都来满足了游客来岛观光的需求。

## 特产
獐子岛鲍鱼、獐子岛海参、獐子岛虾夷扇贝：中国地理标志产品。